# 가시를 삼킨 장미
가시를 삼킨 장미는 1979년 공개된 대한민국의 영화이다.

## 배역
- 유지인
- 신성일
- 한진희
- 송승환
- 김보미
- 오영화
- 선우용여
- 이계인
- 도금봉
- 김민규
- 이해룡
- 심상천
- 문미봉
- 최봉

## 수상
- 1980년 제26회 아시아영화제
  - 특별여자연기상 - 유지인[1]